# فرودگاه منطقه‌ای دیگبی/آناپولیس
فرودگاه منطقه‌ای دیگبی/آناپولیس (به انگلیسی: Digby/Annapolis Regional Airport) یک فرودگاه همگانی باربری با کد یاتا YDG است که یک باند فرود آسفالت دارد و طول باند آن ۱۲۰۴ متر است. این فرودگاه در کشور کانادا قرار دارد و در ارتفاع ۱۵۲ متری از سطح دریا واقع شده‌است.